# Xylographie

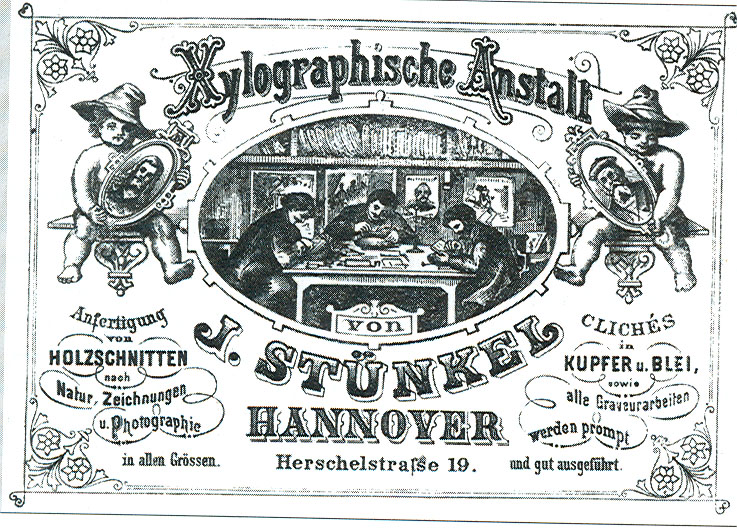
Werbeanzeige einer Xylographischen Anstalt (1879)

Xylographie bzw. Xylografie (von altgriechisch ξύλον xýlon „Holz“ und -graphie) war ein bis zum 19. Jahrhundert gebräuchlicher Begriff für Druckverfahren wie Blockdruck, Holzschnitt und Holzstich, die mit hölzernen Druckstöcken arbeiten. Auch die durch diese Verfahren erzeugten Werke werden als Xylographien bezeichnet. Die Handwerker wurden Xylograph bzw. Xylograf genannt, was sowohl für Holzschneider, Holzstecher als auch für Formschneider oder -stecher stehen kann.